# Medida sigma-finita
En teoría de la medida, una medida sigma-finita ({\displaystyle \sigma }-finita) de un cierto espacio de medida es una medida tal que el espacio se puede obtener como unión numerable de conjuntos de medida finita. Trabajar sobre espacios medibles equipados con una medida {\displaystyle \sigma }-finita es interesante, pues hay muchos resultados que trabajan sobre ellos, trayendo consigo consecuencias importantes, como por ejemplo, el Teorema de Fubini.

## Definición
Sea {\displaystyle \left(X,{\mathcal {A}},\mu \right)} un espacio de medida. Se dice que {\displaystyle \mu } es una medida {\displaystyle \sigma }-finita (o simplemente diremos que {\displaystyle \mu } es {\displaystyle \sigma }-finita) si
{\textstyle \displaystyle X=\bigcup _{n=1}^{\infty }A_{n}\;,\,{\text{donde }}\left\{A_{n}\right\}_{n=1}^{\infty }\subseteq {\mathcal {A}}{\text{ con }}\mu \left(A_{n}\right)<\infty \;,\forall n\geq 1}
Así, si {\displaystyle \mu } es {\displaystyle \sigma }-finita, diremos que el espacio {\displaystyle \left(X,{\mathcal {A}},\mu \right)} es un espacio de medida {\displaystyle \sigma }-finito.

## Ejemplos
1. El espacio {\displaystyle \left(\mathbb {R} ^{d},{\mathcal {B}}\left(\mathbb {R} ^{d}\right),\lambda \right)} es un espacio {\displaystyle \sigma }-finito, donde {\displaystyle {\mathcal {B}}\left(\mathbb {R} ^{d}\right)} es la {\displaystyle \sigma }-álgebra de Borel sobre {\displaystyle \mathbb {R} ^{d}}, y {\displaystyle \lambda } es la medida de Lebesgue sobre {\displaystyle \mathbb {R} ^{d}}. En efecto, denotemos a la bola abierta centrada en {\displaystyle x\in \mathbb {R} } y radio {\displaystyle r>0} por {\displaystyle B\left(x,r\right)=\left\{y\in \mathbb {R} \colon ||x-y||<r\right\}}, donde {\displaystyle ||\cdot ||} denota la norma euclidiana sobre {\displaystyle \mathbb {R} ^{d}}. Como sobre {\displaystyle \left(\mathbb {R} ^{d},\tau _{\mathbb {R} ^{d}}\right)} se tiene que una base para la topología {\displaystyle \tau _{\mathbb {R} ^{d}}} es la familia formada por bolas abiertas, tenemos que, existe {\displaystyle r>0} tal que {\displaystyle \mathbb {R} ^{d}=\bigcup _{x\in \mathbb {R} ^{d}}B(x,r)}, teniendo que {\displaystyle \lambda \left(B(x,r)\right)<\infty }. Por tanto, {\displaystyle \left(\mathbb {R} ^{d},{\mathcal {B}}\left(\mathbb {R} ^{d}\right),\lambda \right)} es un espacio {\displaystyle \sigma }-finito.